# Estopada (armes)
|  | No s'ha de confondre amb Estopada. |

L'estopada, en l'entorn d'armes de foc, és un disc de material que s'utilitza en les armes per segellar el gas darrere d’un projectil (tant una bala com una bola) o per separar el propelent dels perdigons poc empaquetats.
L'estopada pot ser crucial per a l'eficiència de les armes, ja que tot el gas que s'escapa més enllà del projectil quan es dispara, es perd. Un element més dur o dissenyat amb més cura que serveix per a aquest propòsit se sol anomenar sabot. L'estopada per a les armes d'avantcàrrega sol ser un petit tros de tela o el propi embolcall de paper del cartutx.

## Escopetes

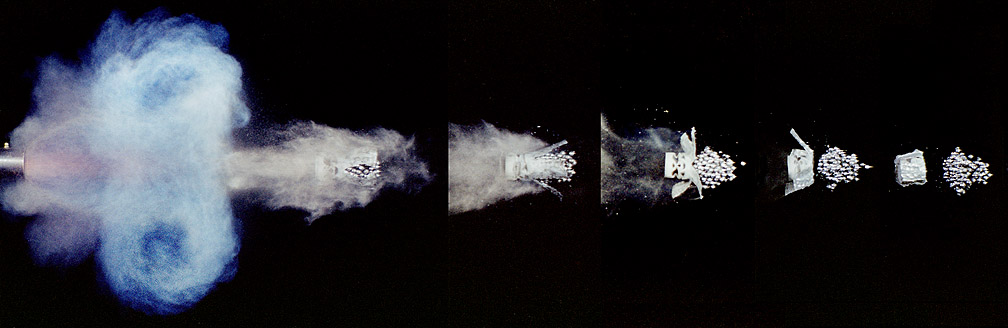
Una sèrie d’exposicions individuals d’1 / 1.000.000 de segons que mostren escopetes disparant i separació de guata.

En els cartutxos d’escopeta, l'estopada és en realitat un sabot semi-flexible en forma de copa dissenyat per contenir nombrosos sub-projectils de molt més petit diàmetre (és a dir, perdigons), i es llancen junts com un projectil de càrrega útil. Això minimitza les col·lisions caòtiques dels perdigons amb la paret de perforació i entre si, cosa que permet que la balística interna sigui més consistent. Després de sortir de la boca del canó, l'estopada s'afluixa i s'obre en vol, permetent que els perdigons molt més denses siguin alliberats per inèrcia i es dispersin. La mateixa funció es fa quan es disparen cartutxos de caça.

## Modelisme espacial
L'estopada s'utilitza en modelisme espacial per protegir el paracaigudes quan s'expulsa. Sense l'estopada de recuperació, el paracaigudes es fondria perquè l'ejecció es produeix mitjançant un petit motor de combustible sòlid, que s'escalfa tant que fon la cola gairebé immediatament.

## Efectes
És possible que una estopada encesa hagués causat el foc causant de l'explosió que va destruir el "vaixell Orient" a la batalla del Nil (qv). El pare de Robert Morris, "finançador de la Revolució Americana", va morir a conseqüència de les ferides causades per una "estopada volant" sortida del canó d'un vaixell que va ser disparat en honor seu.